# Línea 2 (Bus Guadalajara)
La línea 2 es una línea regular llamada CIRCULAR 2 de la ciudad de Guadalajara (España). Es operada por la empresa ALSA.
Realiza el recorrido comprendido entre Francisco Aritio y regresando nuevamente a Francisco Aritio. Tiene una frecuencia media de 15 minutos.

## Recorrido íntegro
- C2 en la estación RENFE de Guadalajara, agosto 2021 www.autobusesbcn.esC/ Franciso Aritio (Frente Renfe)

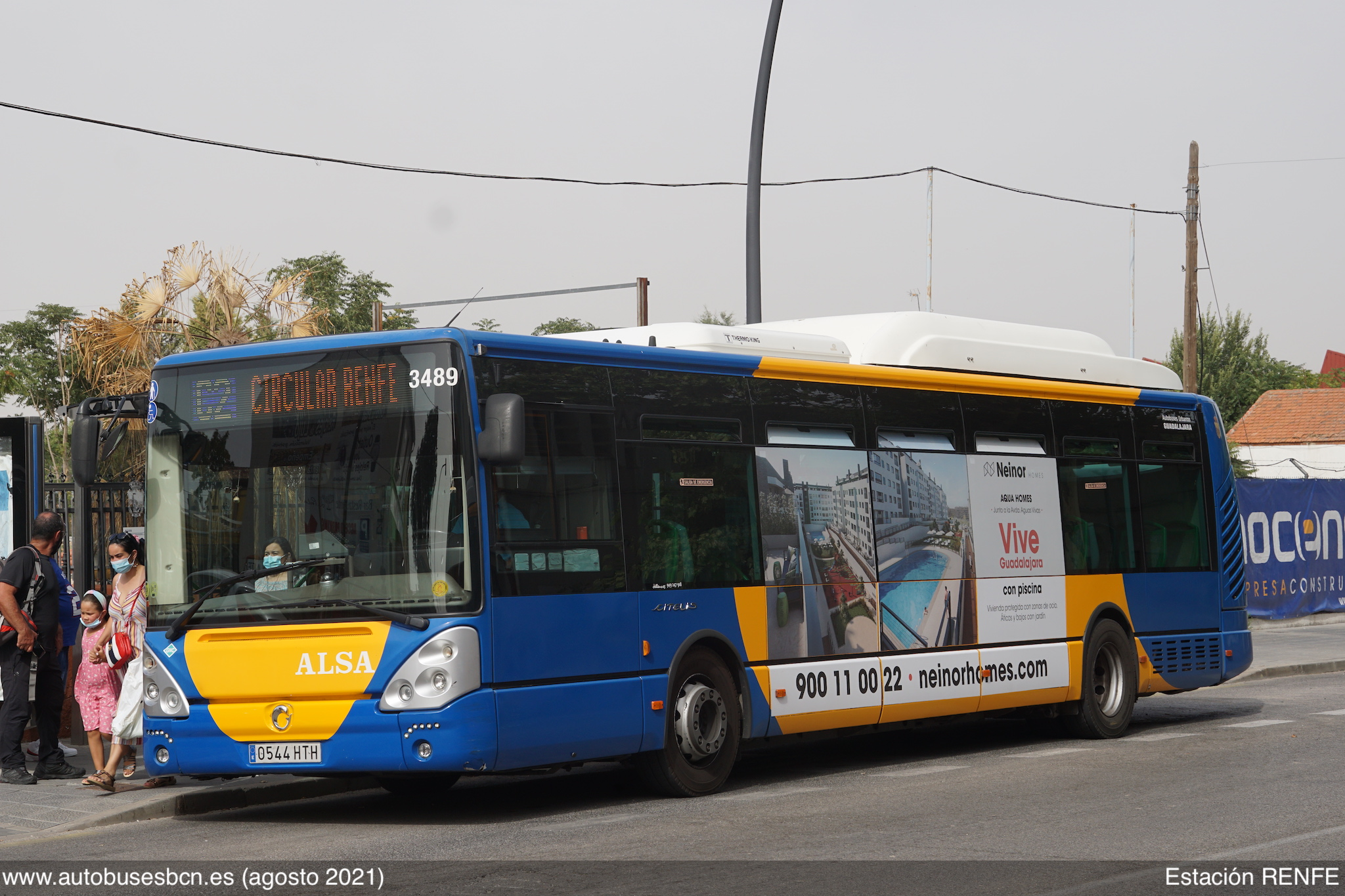
C2 en la estación RENFE de Guadalajara, agosto 2021 www.autobusesbcn.es

- C/ Francisco Aritio (Después c/ Regino Pradillo)
- C/ Francisco Aritio n.º 86
- C/ Julián Besteiro n.º 41 (Junto Centro Salud Manantiales)
- C/ Julián Besteiro n.º 23
- C/ Julián Besteiro n.º 5
- C/ Constitución n.º 31
- C/ Constitución (junto Avda. Castilla)
- Avenida Castilla n.º 8
- Avenida Castilla n.º 12
- Avenida Castilla n.º 18
- Avenida Castilla n.º 26
- C/ Toledo n.º 44 (Salesianos)
- C/ Toledo n.º 46
- Avda. Eduardo Guitian (Glorieta Aparejadores)
- Avda. Eduardo Guitian n.º 5
- HOSPITAL
- C/ Toledo (Frente Felipe Solano Antelo)
- C/ Ferial n.º 31 (Ambulatorio)
- C/ Ferial (Antes c/ Juan XXIII)
- Avenida Sta. Maria Micaela (C/ Adoratrices)
- Avenida Sta. Maria Micaela n.º 48 (Paseo Fco. Aritmendi)
- Avda. Ricardo Velázquez Bosco (Después Avda. Juan Pablo II)
- Avda. Venezuela (Colegio)
- Avda. Venezuela (Cruz Roja)
- C/ America (Antes c/ Alicante)
- C/ Zaragoza n.º 18
- C/ Zaragoza n.º 52
- C/ San Isidro n.º 80
- Avda. Bulevar Alto Tajo (Después c/ San Isidro)
- Avda. Bulevar Alto Tajo (Después Avda. Hayedo Tejera Negra)
- Avda. Bulevar Alto Tajo (Después Avda. Francia)
- Bulevar de las Sirenas (Antes Prado Taracena)
- Avda. Concepción Arenal (Después Glorieta Las Cañas)
- Avda. Concepción Arenal (Después Clara Campoamor)
- Bulevar de Entrepeñas (Después Avda. Bujeda)
- Bulevar de Entrepeñas n.º 17
- Bulevar de Entrepeñas (Antes Avda. del Vado)
- Avda. del Ejército (Colegio)
- C/ Dos de Mayo (Estación Autobuses)
- C/ Dos de Mayo (Antes Pedro Sanz Vazquez)
- C/ Fco. Aritio (Antes c/Salvador Embid)
- RENFE